# 1973年南アフリカグランプリ
1973年南アフリカグランプリ（英: 1973 South African Grand Prix、正式名称: Seventh AA Grand Prix of South Africa）は、1973年のF1世界選手権第3戦として、1973年3月3日にキャラミで開催された。
レースはティレルのジャッキー・スチュワートが優勝した。デニス・ハルムはF1キャリアで唯一のポールポジションを獲得した。スクーデリア・フェラーリがチームとしてF1世界選手権で200戦目の出走を迎えた。

## エントリー
前戦ブラジルGPから3週間のインターバルは、斬新なCan-Amスポーツカーを手掛けていたドン・ニコルズ率いるアメリカのシャドウが最初のF1マシンDN1を仕上げるのに十分な時間であった。トニー・サウスゲートが設計したDN1は、非常にスリムなノーズとサイドラジエーターが特徴であった。石油会社のUOPの支援を受けたチームは、ジャッキー・オリバーとベテランではあるがF1初参戦のジョージ・フォルマーをドライバーに迎えた。
マクラーレンはゴードン・コパック設計の楔形ボディでサイドラジエーターを備えた新車M23をエースのデニス・ハルムに用意し、地元出身のジョディー・シェクターにM19Cを与えて3台体制とした。
サーティースは前年のレギュラードライバーであったアンドレア・デ・アダミッチが、古いTS9Bで本レースのみ復帰した。オーナーのジョン・サーティースは自ら3台目のTS14Aを走らせようとしたが、スペアエンジンがなかったため断念した。
ウィリアムズはナンニ・ギャリがスポーツカーのテスト中の事故により欠場したため、地元出身のジャッキー・プレトリウスが代走を務める。
この他、ラッキーストライクの支援を受けた2人の地元出身ドライバーが参加する。デイヴ・チャールトンはスクリバンテ・ラッキーストライク・レーシングからロータス・72Dを、エディ・ケイザンがブリノー・ラッキーストライク・レーシングからティレル・004を走らせる。なお、両者ともタイヤはワークスとは異なりファイアストンを使用する。

### エントリーリスト
| チーム                                             | No. | ドライバー                     | コンストラクター | シャシー | エンジン                         | タイヤ |
| -------------------------------------------------- | --- | ------------------------------ | ---------------- | -------- | -------------------------------- | ------ |
| ジョン・プレイヤー・チーム・ロータス               | 1   | エマーソン・フィッティパルディ | ロータス         | 72D      | フォード・コスワース DFV 3.0L V8 | G      |
| ジョン・プレイヤー・チーム・ロータス               | 2   | ロニー・ピーターソン           | ロータス         | 72D      | フォード・コスワース DFV 3.0L V8 | G      |
| エルフ・チーム・ティレル                           | 3   | ジャッキー・スチュワート       | ティレル         | 006 1    | フォード・コスワース DFV 3.0L V8 | G      |
| エルフ・チーム・ティレル                           | 4   | フランソワ・セベール           | ティレル         | 005 1    | フォード・コスワース DFV 3.0L V8 | G      |
| ヤードレー・チーム・マクラーレン                   | 5   | デニス・ハルム                 | マクラーレン     | M23      | フォード・コスワース DFV 3.0L V8 | G      |
| ヤードレー・チーム・マクラーレン                   | 6   | ピーター・レブソン             | マクラーレン     | M19C     | フォード・コスワース DFV 3.0L V8 | G      |
| ヤードレー・チーム・マクラーレン                   | 7   | ジョディー・シェクター         | マクラーレン     | M19C     | フォード・コスワース DFV 3.0L V8 | G      |
| スクーデリア・フェラーリ SpA SEFAC                 | 8   | ジャッキー・イクス             | フェラーリ       | 312B2    | フェラーリ 001/1 3.0L F12        | G      |
| スクーデリア・フェラーリ SpA SEFAC                 | 9   | アルトゥーロ・メルツァリオ     | フェラーリ       | 312B2    | フェラーリ 001/1 3.0L F12        | G      |
| ブルックボンド・オクソ・チーム・サーティース       | 10  | マイク・ヘイルウッド           | サーティース     | TS14A    | フォード・コスワース DFV 3.0L V8 | F      |
| ブルックボンド・オクソ・チーム・サーティース       | 11  | カルロス・パーチェ             | サーティース     | TS14A    | フォード・コスワース DFV 3.0L V8 | F      |
| ブルックボンド・オクソ・チーム・サーティース       | 27  | ジョン・サーティース 2         | サーティース     | TS14A    | フォード・コスワース DFV 3.0L V8 | F      |
| チェラミカ・パニョッシン・チーム・サーティース     | 12  | アンドレア・デ・アダミッチ     | サーティース     | TS9B     | フォード・コスワース DFV 3.0L V8 | F      |
| STP・マーチ・レーシングチーム                      | 14  | ジャン＝ピエール・ジャリエ     | マーチ           | 721G     | フォード・コスワース DFV 3.0L V8 | G      |
| マールボロ・BRM                                    | 15  | クレイ・レガツォーニ           | BRM              | P160D    | BRM P142 3.0L V12                | F      |
| マールボロ・BRM                                    | 16  | ジャン＝ピエール・ベルトワーズ | BRM              | P160D    | BRM P142 3.0L V12                | F      |
| マールボロ・BRM                                    | 17  | ニキ・ラウダ                   | BRM              | P160D    | BRM P142 3.0L V12                | F      |
| モーターレーシング・ディベロップメンツ・リミテッド | 18  | カルロス・ロイテマン           | ブラバム         | BT37     | フォード・コスワース DFV 3.0L V8 | G      |
| モーターレーシング・ディベロップメンツ・リミテッド | 19  | ウィルソン・フィッティパルディ | ブラバム         | BT37     | フォード・コスワース DFV 3.0L V8 | G      |
| フランク・ウィリアムズ・レーシングカーズ           | 20  | ジャッキー・プレトリウス       | イソ・マールボロ | FX3B     | フォード・コスワース DFV 3.0L V8 | F      |
| フランク・ウィリアムズ・レーシングカーズ           | 21  | ハウデン・ガンレイ             | イソ・マールボロ | FX3B     | フォード・コスワース DFV 3.0L V8 | F      |
| UOP・シャドウ・レーシングチーム                    | 22  | ジャッキー・オリバー           | シャドウ         | DN1      | フォード・コスワース DFV 3.0L V8 | G      |
| UOP・シャドウ・レーシングチーム                    | 23  | ジョージ・フォルマー           | シャドウ         | DN1      | フォード・コスワース DFV 3.0L V8 | G      |
| クラーク＝モーダウント＝ガスリー・レーシング       | 24  | マイク・ボイトラー             | マーチ           | 721G     | フォード・コスワース DFV 3.0L V8 | F      |
| スクリバンテ・ラッキーストライク・レーシング       | 25  | デイヴ・チャールトン           | ロータス         | 72D      | フォード・コスワース DFV 3.0L V8 | F      |
| ブリノー・ラッキーストライク・レーシング           | 26  | エディ・ケイザン               | ティレル         | 004      | フォード・コスワース DFV 3.0L V8 | F      |
| ソース:                                            |     |                                |                  |          |                                  |        |

追記
- ^1 - 当初、スチュワートは005、セベールは006を使用していたが、金曜日にスチュワートが005を壊したため、セベールと車両を交換した
- ^2 - サーティースはマシンが準備できず欠場[8]

## 予選
マクラーレンの新車M23を駆るデニス・ハルムがF1キャリア85戦目で初（そして唯一）のポールポジションを獲得し、M19Cを駆る地元出身のジョディー・シェクターが3番手で、マクラーレンの2台がエマーソン・フィッティパルディ（ロータス）を挟んでフロントローに並んだ。2列目はロニー・ピーターソン（ロータス）とクレイ・レガツォーニ（BRM）、3列目はピーター・レブソン（マクラーレン）、ジャン＝ピエール・ベルトワーズ（BRM）、カルロス・ロイテマン（ブラバム）が並び、カルロス・パーチェ（サーティース）とニキ・ラウダ（BRM）がトップ10に入った。ジャッキー・スチュワート（ティレル）はテスト走行中にブレーキシステムのトラブルにより、ホームストレート直後のクロウソーンコーナーでクラッシュした。このクラッシュでスチュワートのティレル・005は大破し、スペアカーがなかったため、チームメイトのフランソワ・セベールが使用する006で予選を走行するが16番手に終わった。このためセベールはタイムを記録できなかったが、大破した005の修理が終わったことから、同車で決勝の出走が認められた。

### 予選結果
| 順位    | No. | ドライバー                     | コンストラクター          | タイム  | 差    | グリッド |
| ------- | --- | ------------------------------ | ------------------------- | ------- | ----- | -------- |
| 1       | 5   | デニス・ハルム                 | マクラーレン-フォード     | 1:16.28 | -     | 1        |
| 2       | 1   | エマーソン・フィッティパルディ | ロータス-フォード         | 1:16.41 | +0.13 | 2        |
| 3       | 7   | ジョディー・シェクター         | マクラーレン-フォード     | 1:16.43 | +0.15 | 3        |
| 4       | 2   | ロニー・ピーターソン           | ロータス-フォード         | 1:16.44 | +0.16 | 4        |
| 5       | 15  | クレイ・レガツォーニ           | BRM                       | 1:16.47 | +0.19 | 5        |
| 6       | 6   | ピーター・レブソン             | マクラーレン-フォード     | 1:16.72 | +0.44 | 6        |
| 7       | 16  | ジャン＝ピエール・ベルトワーズ | BRM                       | 1:16.84 | +0.56 | 7        |
| 8       | 18  | カルロス・ロイテマン           | ブラバム-フォード         | 1:16.94 | +0.66 | 8        |
| 9       | 11  | カルロス・パーチェ             | サーティース-フォード     | 1:17.06 | +0.78 | 9        |
| 10      | 17  | ニキ・ラウダ                   | BRM                       | 1:17.14 | +0.86 | 10       |
| 11      | 8   | ジャッキー・イクス             | フェラーリ                | 1:17.16 | +0.88 | 11       |
| 12      | 10  | マイク・ヘイルウッド           | サーティース-フォード     | 1:17.17 | +0.89 | 12       |
| 13      | 25  | デイヴ・チャールトン           | ロータス-フォード         | 1:17.18 | +0.90 | 13       |
| 14      | 22  | ジャッキー・オリバー           | シャドウ-フォード         | 1:17.64 | +1.36 | 14       |
| 15      | 9   | アルトゥーロ・メルツァリオ     | フェラーリ                | 1:17.64 | +1.36 | 15       |
| 16      | 3   | ジャッキー・スチュワート       | ティレル-フォード         | 1:17.65 | +1.37 | 16       |
| 17      | 19  | ウィルソン・フィッティパルディ | ブラバム-フォード         | 1:17.95 | +1.67 | 17       |
| 18      | 14  | ジャン＝ピエール・ジャリエ     | マーチ-フォード           | 1:17.98 | +1.70 | 18       |
| 19      | 21  | ハウデン・ガンレイ             | イソ・マールボロ-フォード | 1:18.07 | +1.79 | 19       |
| 20      | 12  | アンドレア・デ・アダミッチ     | サーティース-フォード     | 1:18.66 | +2.38 | 20       |
| 21      | 23  | ジョージ・フォルマー           | シャドウ-フォード         | 1:18.82 | +2.54 | 21       |
| 22      | 26  | エディ・ケイザン               | ティレル-フォード         | 1:18.92 | +2.64 | 22       |
| 23      | 24  | マイク・ボイトラー             | マーチ-フォード           | 1:20.37 | +4.09 | 23       |
| 24      | 20  | ジャッキー・プレトリウス       | イソ・マールボロ-フォード | 1:20.54 | +4.26 | 24       |
| 25      | 4   | フランソワ・セベール           | ティレル-フォード         | No Time | -     | 25       |
| ソース: |     |                                |                           |         |       |          |

## 決勝
雷雨のためスタートはディレイされ、コースが乾くのを待ってから改めてレースがスタートされた。
スタートでデニス・ハルムがトップに立ち、ジョディー・シェクターとエマーソン・フィッティパルディが続き、好スタートを切ったピーター・レブソンがその後方に付け、マクラーレン勢がレースをリードした。一方、BRM勢はクレイ・レガツォーニがスタートに失敗して大きく順位を落とし、ジャン＝ピエール・ベルトワーズがクラッチに問題を抱えて最後尾まで後退してしまった。フェラーリのジャッキー・イクスもスタートに失敗して順位を落とした。
3周目に多重事故が発生する。13番グリッドから好スタートを切って7位を走行していたデイヴ・チャールトンがカルロス・ロイテマンに迫ったがコントロールを失い、1コーナーのクロウソーン出口でマイク・ヘイルウッドのサーティース・TS14Aに接触する。ほとんどのドライバーはこのアクシデントを回避できたが、後方に沈んでいたイクスとレガツォーニがヘイルウッドに追突してしまった。さらにこの追突で意識を失ったレガツォーニを乗せたBRM・P160Dが炎上してしまう。マシンを降りたヘイルウッドは炎の中に飛び込み、レガツォーニのシートベルトを外して救出に成功した。レガツォーニはすぐに病院に運ばれたが、幸いにもわずかな火傷を負っただけであった。このヘイルウッドの勇敢な行為に対し、後にジョージ・メダルが授与された。
首位のハルムはこのアクシデントの残骸を拾ってタイヤがパンクしたことでピットインを余儀なくされ、マクラーレン・M23のデビューウィンはこの時点で潰えた。これでシェクターがトップに立ったが、アクシデントが起きた中で順位を上げていたジャッキー・スチュワートが7周目にシェクターを抜いてトップに躍り出た。以後はスチュワートがレースを支配した。シェクターは2位をキープし続けたが、やがてタイヤが摩耗し始めてレブソンとE.フィッティパルディに抜かれ、残り数周のところでエンジンがブローして4位の座を失った。
スチュワートは今季初勝利を挙げたが、レガツォーニらのアクシデントにより黄旗が振られていたにもかかわらずレブソンとシェクターを追い抜いた行為に対し、マクラーレンは抗議文を提出した。しかし、翌日抗議は退けられてスチュワートの優勝が確定した。レブソンはE.フィッティパルディの追撃をかわして2位を守った。3位のE.フィッティパルディはドライバーズランキングの首位をキープしたが、スチュワートに3点差まで迫られた。フェラーリのアルトゥーロ・メルツァリオは2戦連続で4位に入賞した。ハルムはマクラーレン・M23のデビュー戦を5位で終えた。F1デビュー戦のジョージ・フォルマーは6位に入賞し、初参戦のシャドウに初ポイントをもたらした。

### レース結果
| 順位    | No. | ドライバー                     | コンストラクター          | 周回数 | タイム/リタイア原因 | グリッド | ポイント |
| ------- | --- | ------------------------------ | ------------------------- | ------ | ------------------- | -------- | -------- |
| 1       | 3   | ジャッキー・スチュワート       | ティレル-フォード         | 79     | 1:43:11.07          | 16       | 9        |
| 2       | 6   | ピーター・レブソン             | マクラーレン-フォード     | 79     | +24.55              | 6        | 6        |
| 3       | 1   | エマーソン・フィッティパルディ | ロータス-フォード         | 79     | +25.06              | 2        | 4        |
| 4       | 9   | アルトゥーロ・メルツァリオ     | フェラーリ                | 78     | +1 Lap              | 15       | 3        |
| 5       | 5   | デニス・ハルム                 | マクラーレン-フォード     | 77     | +2 Laps             | 1        | 2        |
| 6       | 23  | ジョージ・フォルマー           | シャドウ-フォード         | 77     | +2 Laps             | 21       | 1        |
| 7       | 18  | カルロス・ロイテマン           | ブラバム-フォード         | 77     | +2 Laps             | 8        |          |
| 8       | 12  | アンドレア・デ・アダミッチ     | サーティース-フォード     | 77     | +2 Laps             | 20       |          |
| 9       | 7   | ジョディー・シェクター         | マクラーレン-フォード     | 75     | エンジン            | 3        |          |
| 10      | 21  | ハウデン・ガンレイ             | イソ・マールボロ-フォード | 73     | +6 Laps             | 19       |          |
| 11      | 2   | ロニー・ピーターソン           | ロータス-フォード         | 73     | +6 Laps             | 4        |          |
| Ret     | 11  | カルロス・パーチェ             | サーティース-フォード     | 69     | アクシデント        | 9        |          |
| NC      | 26  | エディ・ケイザン               | ティレル-フォード         | 67     | 規定周回数不足      | 22       |          |
| NC      | 14  | ジャン＝ピエール・ジャリエ     | マーチ-フォード           | 66     | 規定周回数不足      | 18       |          |
| NC      | 4   | フランソワ・セベール           | ティレル-フォード         | 66     | 規定周回数不足      | 25       |          |
| NC      | 24  | マイク・ボイトラー             | マーチ-フォード           | 65     | 規定周回数不足      | 23       |          |
| Ret     | 19  | ウィルソン・フィッティパルディ | ブラバム-フォード         | 52     | ギアボックス        | 17       |          |
| Ret     | 20  | ジャッキー・プレトリウス       | イソ・マールボロ-フォード | 35     | オーバーヒート      | 24       |          |
| Ret     | 17  | ニキ・ラウダ                   | BRM                       | 26     | エンジン            | 10       |          |
| Ret     | 22  | ジャッキー・オリバー           | シャドウ-フォード         | 14     | エンジン            | 14       |          |
| Ret     | 16  | ジャン＝ピエール・ベルトワーズ | BRM                       | 4      | クラッチ            | 7        |          |
| Ret     | 25  | デイヴ・チャールトン           | ロータス-フォード         | 3      | アクシデント        | 13       |          |
| Ret     | 15  | クレイ・レガツォーニ           | BRM                       | 2      | アクシデント        | 5        |          |
| Ret     | 8   | ジャッキー・イクス             | フェラーリ                | 2      | アクシデント        | 11       |          |
| Ret     | 10  | マイク・ヘイルウッド           | サーティース-フォード     | 2      | アクシデント        | 12       |          |
| ソース: |     |                                |                           |        |                     |          |          |

優勝者ジャッキー・スチュワートの平均速度
188.526 km/h (117.145 mph)
ファステストラップ
- エマーソン・フィッティパルディ - 1:17.10 (76周目)

ラップリーダー
太字は最多ラップリーダー
- デニス・ハルム - 4周 (1-4)
- ジョディー・シェクター - 2周 (5-6)
- ジャッキー・スチュワート - 73周 (7-79)

達成された主な記録
- ドライバー
  - 唯一のポールポジション: デニス・ハルム - 85戦目[9]
  - 初出走/初完走/初入賞: ジョージ・フォルマー[17]
  - 初出走: エディ・ケイザン（英語版）[18]
  - 最終出走: ジャッキー・プレトリウス（英語版）[19]
- コンストラクター
  - 30回目の表彰台: マクラーレン
  - 初出走/初完走/初入賞: シャドウ[20]
- エンジン
  - 140回目の表彰台: フォード・コスワース

## 第3戦終了時点のランキング
|         | 順位 | ドライバー                     | ポイント |
| ------- | ---- | ------------------------------ | -------- |
|         | 1    | エマーソン・フィッティパルディ | 22       |
|         | 2    | ジャッキー・スチュワート       | 19       |
| 1       | 3    | デニス・ハルム                 | 8        |
| 6       | 4    | ピーター・レブソン             | 6        |
| 2       | 5    | フランソワ・セベール           | 6        |
| ソース: |      |                                |          |

|         | 順位 | コンストラクター      | ポイント |
| ------- | ---- | --------------------- | -------- |
|         | 1    | ロータス-フォード     | 22       |
|         | 2    | ティレル-フォード     | 21       |
|         | 3    | マクラーレン-フォード | 12       |
|         | 4    | フェラーリ            | 9        |
| 1       | 5    | ブラバム-フォード     | 1        |
| ソース: |      |                       |          |

- 注:  トップ5のみ表示。前半8戦のうちベスト7戦及び後半7戦のうちベスト6戦がカウントされる。